# Landolfo Rangone
Landolfo Rangone (Modena, XI secolo – Italia, 4 agosto 1119) è stato un cardinale e arcivescovo cattolico italiano.

## Biografia
Nacque a Modena nell'XI secolo da un certo Gaiderisio.
Papa Urbano II lo elevò al rango di cardinale presbitero di San Lorenzo in Lucina nel concistoro del 1088. Venne più volte inviato in missione in Francia e Spagna. L'8 novembre 1108 papa Pasquale II lo nominò arcivescovo metropolita di Benevento.
Morì il 4 agosto 1119.

## Genealogia episcopale
La genealogia episcopale è:
- Cardinale Odon de Châtillon, O.S.B.Clun.
- Papa Pasquale II
- Cardinale Landolfo Rangone